# روان‌درمانی
روان‌درمانی (به انگلیسی: Psychotherapy) یا درمان روانشناختی، استفاده از روش‌های روان‌شناختی مبتنی بر تعامل شخصی منظم با فرد بزرگسال، به منظور کمک به وی در تغییر رفتار و غلبه بر مشکلات است. روان‌درمانی برای بهبود سلامت روان فرد، حل یا کاهش رفتارهای دردسرساز، اعتقادات، اجبارها، افکار یا عواطف و بهبود روابط و مهارت‌های اجتماعی به کار می‌رود. امروزه همچنین انواع مختلفی از روان‌درمانی برای کودکان و نوجوانان مانند بازی‌درمانی وجود دارد.
تکنیک‌های روان‌درمانی بسیار متفاوت و فراوان است؛ جلسات روانکاوی بیشتر شامل جلسات یک به یک، بین مراجع و درمانگر است، اما برخی از اوقات به صورت گروهی نیز انجام می‌شود.

## تعریف
روان‌درمانی تکنیک و مجموعه روش‌هایی برای درمان اختلالات روانی، هیجانی، انواع اختلالات شخصیت، اعتیاد، ناهنجاری‌های رفتاری و سازگاری، با استفاده از روش‌هایی است که به ظاهر با محوریت گفتگو می‌باشد، اما در این فرایند گفت‌وگو، بررسی و ارزیابی تخصصی و بسیار فنی در رابطه با محتوا و فرایند فکر، احساسات، عواطف، گفتار، رفتار و … ، مراجع یا بیمار توسط روان‌شناس به شکلی بسیار دقیق انجام می‌گیرد.
روان‌درمانی کاربرد آگاهانهٔ روش‌های بالینی و «مواضع میان‌فردی» است که از اصول روان‌شناسی نوین و کهن حاصل شده و هدف آن کمک به درمان‌گیران و بیماران است که رفتارها، شناخت‌ها، هیجان‌ها، و دیگر ویژگی‌های فردی خود را، در جهت درمان مطلوب و تعادل روان‌شناختی تغییر دهند.

## روش و رویکرد
پس از تشخیص و معاینه وضعیت روانی بیمار MSE روان‌شناس درمان‌گر به تدوین و تهیه طرح درمان می‌پردازد و با استفاده از روش‌ها و تکنیک‌های گوناگون مبتنی بر نظریه‌های روان‌درمانی این فرایند بسیار تخصصی را انجام می‌دهد. لازم است ذکر شود که روان درمانی با مشاوره متفاوت است و روان درمانی مجموعه خدمات تخصصی جهت درمان و ایجاد تعادل روانی در فرد بیمار می‌باشد در صورتی که خدمات مشاوره‌ای از جنس مشورت کردن و آگاهی‌بخشی است. درمان دارویی نیز برای بیماران روانی توسط روان‌پزشک انجام می‌گیرد. روان‌درمانی روشی است که توسط درمان‌گر آموزش دیده به شکل حرفه‌ای، با توجه به خاستگاه «اختلال تحت درمان»، انجام گیرد. روان‌درمان‌گری بر دوپایه «رابطه» و «ارتباطات» به شکل کلامی و غیرکلامی استوار است. رابطه‌ای حرفه‌ای میان بیمار و درمانگر است که مبتنی بر اصالت، جدیت، صمیمیت و آزادی است.
روان‌درمانی کاربرد آگاهانه و هدف‌مند روش‌های بالینی و نگرش‌های میان‌فردی به دست آمده از اصول روان‌شناختی ریشه‌دار با هدف کمک به افراد برای تغییر دادن رفتار، شناخت‌ها، هیجان‌ها یا سایر ویژگی‌های شخصی خودشان در مسیرهایی است که شرکت‌کنندگان در درمان آن‌ها را مطلوب می‌دانند.
روان‌درمان‌گر به فردی گفته می‌شود که از یک یا چند شیوه از روش‌های روان‌درمانی برای حل مشکلات مراجعان خود استفاده می‌کند.

## شیوه‌های روان‌درمانی
روان‌درمانی دارای نظریه‌ها و رویکردهای گوناگونی است و روش‌های آن بسیار گسترده و متنوع است. تاکنون بیش از ۵۰۰ روش روان‌درمانی توسط نظریه‌پردازان مختلف ارایه شده‌است. از قدیمی‌ترین روش‌ها مانند هیپنوتیزم درمانی تا تکنیک‌های جدیدتر مانند درمان اکت. در حال حاضر پرکاربردترین روش‌های روان‌درمانی عبارتند از: درمان‌های شناختی، یکپارچه‌نگر، کل‌نگر، روان‌پویشی و رفتاردرمانی.
برخی از انواع روان‌درمانی شامل رفتاردرمانی شناختی (cognitive behavioral therapy) شناسایی باورهای ناکارآمد و رفتارهای ناسازگار و تغییر آن‌ها، روان درمانی تحلیلی (Psychoanalytic) ورود به معانی ناهوشیار، فکرها، رفتارها و هیجان‌های بیمار و تغییر، درمان مبتنی بر پذیرش و تعهد (acceptance and commitment therapy)، طرحواره درمانی (schima therapy)، روان درمانی وجودی (اگزیستانسی روان درمانی به صورت انفرادی یا گروه درمانی هم قابل انجام است. به صورت نمونه برای درمان ترس مرضی) روان درمانی به «سبک رفتاری» از چهار شیوهٔ حساسیت زدایی منظم غرقه سازی، سرمشق‌گیری و تنش کاربردی کمک می‌گیرد. در درمان اختلال‌های شخصیت، روان‌درمانی تحلیلی یا روان‌کاوانه کاربرد دارد.
رویکردی در زمینه روان درمانی انگیزشی توسط صاحبدل و طحان (۲۰۲۲) از کشور ایران توسعه یافت. که با تلفیق فلسفه پست مدرن، عرفان ایرانی و نیروی باورها، شیوه مؤثر و کاربردی در درمان اختلالات روان شناختی خلق کرده و انگیزه مضاعف جهت تغییر ایجاد می کند. کاهش طول دوره درمان، سادگی، انگیزه بخشی و تاکید بر فرادرمان از خصوصیات منحصر به فرد این رویکرد است.